# Kapningen
Kapningen är en svensk dramaserie och en fristående uppföljning till TV-serien Sthlm Rekviem från 2018. Serien är baserad på boken Paradisoffer i Kristina Ohlssons bokserie om kriminologen Fredrika Bergman.
Serien som består av sex avsnitt hade premiär på C More den 6 februari 2023 och den 20 februari 2023 på TV4 och TV4 Play.

## Handling
Kapningen handlar om en kapning som sker på ett flygplan mellan Stockholm och San Fransico. Kaparna hotar att spränga planet i luften om inte en professor från Libanon som sitter i häktet i Stockholm friges. De kräver dessutom att hemliga dokument rörande en operation ska offentliggörs. För att lösa kapning sammanstrålar återigen Fredrika Bergman och Alex Recht.

## Rollista (i urval)
- Liv Mjönes – Fredrika Bergman
- Jonas Karlsson – Alex Recht
- Ana Gil de Melo Nascimento – Eden Lundell
- Adam Lundgren – Erik Recht
- Gustaf Hammarsten – Greger Fors
- Görel Crona – Gunilla Runesson
- Hannes Fohlin – Niklas
- Zardasht Rad – Karim Sassi

## Produktion
Serien är producerad av Martina Stöhr och Petra Jönsson för Kärnfilm, i samproduktion med Black Spark Film & TV, Nice Drama och Lunanime i Belgien.